# لوییس منا
لوییس منا (انگلیسی: Luis Mena؛ ۱۸۶۵ – ۲۰ مه ۱۹۲۸ (۶۲−۶۳ سال)) سیاست‌مدار اهل نیکاراگوئه بود. وی از ۲۷ اوت ۱۹۱۰ تا ۳۰ اوت ۱۹۱۰ رئیس‌جمهور موقت نیکاراگوئه بود.
لوییس منا در ۲۰ مه ۱۹۲۸، در سن ۶۲ سالگی درگذشت.